# Crustoderma longicystidia
Crustoderma longicystidia är en svampart som tillhör divisionen basidiesvampar, och som först beskrevs av Viktor Litschauer, och fick sitt nu gällande namn av Karen K. Nakasone. Crustoderma longicystidia ingår i släktet Crustoderma, och familjen Meruliaceae. Arten är reproducerande i Sverige.